# Dijana
Dijana je žensko osebno ime.

## Izvor imena
Ime Dijana je različica ženskega osebnega imena Diana.

## Pogostost imena
Po podatkih Statističnega urada Republike Slovenije je bilo na dan 31. decembra 2007 v Sloveniji število ženskih oseb z imenom Dijana: 769.

## Osebni praznik
V koledarju je ime Dijana zapisano skupaj z imenom Diana.